# Гражданская война в Шотландии
Эта статья посвящена гражданской войне в Шотландии в период Английской революции XVII века. О других гражданских военных конфликтах в королевстве Шотландия смотри статьи о соответствующих монархах или регентах Шотландии.
Гражданская война в Шотландии 1644—1647 годов — вооружённый конфликт в период ковенантского движения в Шотландии, сопряжённый с Английской революцией и гражданской войной. Война велась между роялистами, сторонниками короля Карла I, во главе с Джеймсом Грэмом, маркизом Монтрозом, и ковенантерами, представленными парламентом Шотландии. На стороне роялистов выступали ирландские католики; на стороне ковенантеров — парламент Англии. Несмотря на то, что на протяжении большей части гражданской войны победы одерживали армии роялистов, в 1646 году они были полностью разбиты и власть ковенантеров в Шотландии ещё более укрепилась.

## Предпосылки
Восстание 1637 года в Шотландии и принятие «Национального ковенанта» в 1638 году сплотили практически весь шотландский народ в борьбе за защиту пресвитерианской веры и против королевского абсолютизма. В Епископских войнах 1639—1640 годов шотландцы одержали убедительную победу над войсками короля Карла I. Власть в стране перешла к парламенту Шотландии, который осуществил реформу государственного устройства страны и обеспечил «очищение» пресвитерианства от католических и англиканских элементов.
В то же время в соседней Англии набирала силу революция: английский парламент выступил против своего короля, и в 1642 году вспыхнула гражданская война в Англии между сторонниками Карла I и парламента. В Ирландии с 1641 года развивалось массовое восстание католиков против протестантских колонистов, вылившееся в кровавую бойню английских и шотландских протестантов в Ольстере. Английский парламент, обеспокоенный успехами католиков в Ирландии и первыми победами войск роялистов в Англии, обратился за помощью к Шотландии. В обмен за выступление шотландской армии на стороне английского парламента было обещано объявить пресвитерианство государственной религией Англии. Это предложение было с восторгом воспринято шотландскими ковенантерами, и 25 сентября 1643 года английский парламент ратифицировал договор о союзе с Шотландией, известный под названием «Торжественная лига и Ковенант».
В январе 1644 года шотландская армия под командованием Александра Лесли вступила на территорию Англии для совместных действий с английской парламентской армией против войск короля Карла I. Это послужило толчком к началу гражданской войны в Шотландии.

## Силы сторонников короля

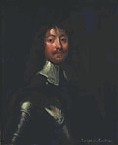
Джеймс Грэм, 1-й маркиз Монтроз

Военная интервенция в поддержку английского парламента расколола шотландских ковенантеров. Сам текст «Национального ковенанта» 1638 года содержал тезис о лояльности королю и готовности защищать его интересы, если это не будет затрагивать чистоты пресвитерианской религии. Поэтому после ликвидации угрозы для пресвитерианства и формировании в Шотландии парламентской монархии умеренное крыло ковенантеров посчитало цели революции достигнутыми и выступило резко против участия Шотландия в войне против короля. Лидером партии умеренных после смерти графа Роутса стали выдающийся полководец Джеймс Грэм, 1-й маркиз Монтроз, и давний соратник короля Джеймс Гамильтон, 1-й герцог Гамильтон, который, правда, в 1644 году был арестован Карлом I за сотрудничество с ковенантерами и не смог принимать участие в гражданской войне.
К группе умеренных ковенантеров примыкали немногочисленные шотландские роялисты, чьи позиции были наиболее сильны в Абердиншире, во главе с Джорджем Гордоном, 2-м маркизом Хантли и лидером клана Гордон. Однако между Монтрозом и Хантли существовала давняя вражда, возникшая ещё в период Епископских войн, когда парламентская армия Монтроза полностью разгромила войска Гордонов, а сам маркиз Хантли был арестован и заключён в Эдинбургский замок. Это значительно осложняло перспективы совместных действий Гордонов и Монтроза в защиту короля.
Карл I мог также надеяться на помощь горных кланов Шотландии и ирландских католиков. Если последними двигали, в основном, религиозные мотивы борьбы с протестантами, то мотивация горских кланов была более сложной. Действительно, некоторая часть вождей кланов продолжала сохранять приверженность католицизму, однако движущими силами были, во-первых, традиционная враждебность горцев жителям равнинной части Шотландии, а во-вторых, что наиболее важно, межклановый антагонизм, направленный, главным образом, на клан Кэмпбелл. Кэмпбеллы, веками играющие роль королевских агентов в западной части страны, необычайно усилили свои позиции в начале XVII века, когда Арчибальд Кэмпбелл, 7-й граф Аргайл изгнал с помощью королевских войск гэльские кланы Макдональд и Маклауд из Кинтайра, Аргайла и Внутренних Гебридов, и практически уничтожил клан Макгрегор. Его сын Арчибальд, 1-й маркиз Аргайл стал во главе радикальных пресвитериан и, пользуясь поддержкой ковенантского правительства, продолжил политику подчинения горских кланов Шотландии своей власти. Вполне естественно, что враги Кэмпбеллов, прежде всего кланы Макдональд и Маклеод, встали на сторону короля. Их лидером был Рандал Макдоннел, 2-й граф Антрим, участник Епископских войн и один из крупных баронов Ольстера.

## Силы сторонников парламента

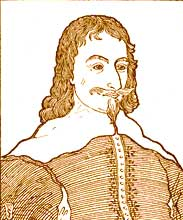
Арчибальд Кэмпбелл, 1-й маркиз Аргайл

Несмотря на раскол ковенантского движения, большинство шотландских дворян, горожан и практически всё духовенство поддержали «Торжественную лигу и Ковенант» и последующее за ней вступление Шотландии в гражданскую войну в Англии. В обществе необычайно сильны были надежды на распространение пресвитерианской веры на всю территорию Британских островов, что заставляло шотландцев поддерживать английский парламент. К 1644 году неформальное лидерство в ковенантском движении перешло к маркизу Аргайлу, стороннику углубления пресвитерианских реформ и дальнейшего ограничения власти короля. В парламенте Шотландии его поддерживали такие видные ковенантеры, как Александр Хендерсон, графы Лаудон и Ланарк. Парламентские военные силы были довольно значительны, однако основная часть армии во главе с графом Ливеном и Дэвидом Лесли в начале 1644 года была отправлена в Англию для поддержки операций английского парламента против Карла I. Тем не менее в Шотландии оставались достаточно крупные военные контингенты, однако солдаты были плохо обучены и не имели достаточного военного опыта. Кроме того, ощущалась сильная нехватка талантливых командиров: Аргайл был сильным политиком, однако плохим полководцем, а граф Сифорт из клана Макензи, ответственный за оборону Северной Шотландии, был ненадёжен.

## Начало войны
1 февраля 1644 года Монтроз был назначен главнокомандующим королевских войск в Шотландии. Планируемому вторжению Монтроза в Шотландию должен был оказать поддержку маркиз Ньюкасл, командующий роялистской армией в Северной Англии. Одновременно выступали сторонники короля в Абердиншире, а ирландские конфедераты высаживались на западном побережье. Этот план, однако, провалился. Армия Монтроза, в апреле 1644 года перешедшая шотландскую границу, насчитывала лишь одну тысячу солдат, по преимуществу англичан, и не встретила поддержки у населения. Вскоре Монтроз был вынужден вернуться в Англию. Ньюкасл и основная королевская армия были разбиты 2 июля 1644 года в битве при Марстон-Муре объединёнными войсками английского и шотландского парламентов, причём решающую роль в победе сыграла шотландская конница Дэвида Лесли. Восстание Гордонов в Абердиншире было быстро подавлено ковенантскими войсками Аргайла. В результате к середине 1644 года, казалось, роялисты в Шотландии потерпели крах.
Но в начале июля на побережье Арднамерхана высадились ирландские войска, общей численностью около 1600 человек, набранные графом Антримом из шотландских эмигрантов кланов Макдональд и Маклауд. Во главе этого отряда стоял Аласдер Макдональд (или, по имени отца, Аласдер Макколла). В августе Монтроз, сопровождаемый всего лишь двумя своими товарищами, тайно направился через шотландское высокогорье на соединение с ирландским отрядом. По мере продвижения ирландцев и Монтроза к ним присоединялись небольшие группы шотландских горцев из кланов, враждебных Кэмпбеллам. Объединение сил произошло в центре области Атолл, в горах к северу от Перта.
Армия, собранная под началом Монтроза, состояла, в основном, из ирландцев и шотландских горцев и отличалась значительной мобильностью и выносливостью, её солдаты могли выдерживать нехватку продовольствия и суровые погодные условия, а также совершать долгие переходы через горы. Кроме того, если в большинстве европейских армий была в это время принята тактика стрельбы из мушкетов со значительного расстояния, то шотландские горцы быстрыми перебежками входили в непосредственное соприкосновение с вражескими отрядами и после нескольких залпов практически в упор переходили к схватке на мечах и коротких копьях. Широко известная жестокость горцев способствовала деморализации противника. Эти факторы обеспечили первоначальные успехи армии Монтроза. Отрицательными чертами войска горцев были, во-первых, их нежелание воевать вдали от земель своих кланов; во-вторых, отсутствие кавалерии, что делало войско уязвимым на равнине; и в-третьих, невозможность удержания завоёванных территорий. Главной проблемой, однако, было то, что для горцев главным врагом был клан Кэмпбелл, а не ковенантеры.

## Первые победы Монтроза
В конце августа 1644 года армия Монтроза спустилась с гор в долину реки Тей и 1 сентября разбила войско ковенантеров в битве при Типпермуре. Эта победа открыла горцам Перт. Затем Монтроз направился на северо-восток и к середине сентября с боем захватил Абердин. Разозлённый убийством абердинцами мальчика-барабанщика, который сопровождал парламентёров горцев, Монтроз отдал приказ о разграблении города. Это было существенной ошибкой и оттолкнуло от маркиза жителей Абердиншира, где традиционно роялистские симпатии были очень сильны. В октябре 1644 года Монтроз направился в Бьюкен, где вновь разбил отряды ковенантеров в сражении при Фиви.
Под давлением Аласдера Макдональда и горцев Монтроз был вынужден в ноябре 1644 года повести свои войска на запад страны, во владения Кэмпбеллов. Его пыталась остановить новая армия ковенантеров во главе с маркизом Аргайлом, однако быстрым маршем через горы Монтроз ушёл от преследователей. В декабре, отбросив Аргайла от Инверари, горцы начали опустошать земли Кэмпбеллов, сжигая дома и фермы и убивая членов клана Кэмпбелл и колонистов с равнин. Было уничтожено около 900 мирных жителей. В начале 1645 года, в условиях подхода новой армии Аргайла, Монтроз был вынужден увести свои войска на север, однако в результате оказался зажатым в долине Грейт-Глен между двумя армиями ковенантеров: Сифорт наступал с севера, Аргайл с юга. Но неожиданно повернув назад и переправившись через считавшиеся до этого времени непроходимыми горы Лохабера, Монтроз атаковал войска Аргайла и в битве при Инверлохи 2 февраля 1645 года полностью разгромил его. Сам маркиз Аргайл был вынужден бежать на небольшом судёнышке по фьорду Лох-Линне.

## Укрепление сил роялистов
Победа при Инверлохи позволила роялистам установить контроль над всей северо-западной частью страны. Многие горные кланы перешли на сторону Монтроза и даже граф Сифорт, командующий северными контингентами армии ковенантеров, прекратил сопротивление. Кроме того маркиз Хантли и возглавляемый им клан Гордон, доминирующий в северо-восточной Шотландии, также решились поддержать Монтроза. Армия роялистов вновь направилась в Абердиншир и соединилась там с отрядами Хантли, что резко усилило военный потенциал Монтроза: впервые он получил в своё распоряжение кавалерию, позволившую ему вести войну не только в горных регионах страны.
На борьбу с Монтрозом ковенантеры направили отряд Уильяма Бейли, до этого участвовавший в военных операциях против Карла I в северной Англии. У Данди Бейлли почти удалось захватить Монтроза врасплох, однако роялисты смогли перегруппироваться и уйти в горы. Преследуемый ковенантерами, Монтроз отступил в Мори, где 9 мая наголову разбил одну из ковенантских армий в битве при Олдерне. Спустя два месяца, 2 июля 1645 года войска Бейлли потерпели сокрушительное поражение при Алфорде. Монтроз, не встречая сопротивления, начал наступление в центральную Шотландию. Последняя попытка преградить победный марш роялистов также провалилась: 15 августа наскоро собранные и необученные отряды ковенантеров были разгромлены Монтрозом у Килсайта.
В результате к осени 1645 года все ковенантские армии в Шотландии были разбиты, правительство осталось практически беззащитным перед натиском роялистов, Аргайл бежал в Берик. Ковенантеры оказались полностью деморализованы, чему способствовало также отсутствие после Марстон-Мура сколь-либо существенных военных успехов шотландской армии в Англии, в то время как войска Оливера Кромвеля продолжала громить роялистов (14 июня состоялась решающая битва при Незби). Тем временем Монтроз занял Глазго и, пользуясь своими полномочиями наместника Карла I в Шотландии, объявил о созыве 20 октября парламента Шотландии.

## Разгром роялистов
Победы Монтроза оказались призрачными. В конце августа 1645 года его армия начала таять. Горцы Макколлы отказались продолжить наступление в Южную Шотландию и вернулись в Кинтайр разорять земли Кэмпбеллов. Хантли, так и не смирившийся с тем, что он отошёл на второй план в лагере шотландских роялистов, увёл свои отряды в Абердиншир. В результате войска Монтроза резко уменьшились, а времени на набор новых не оставалось: цепь поражений Карла I в Англии сделала положение роялистов на Британских островах отчаянным, требовалось срочное объединение английских и шотландских союзников короля для отражения натиска армий Кромвеля. Монтроз был вынужден двинуться в Южную Шотландию, где он надеялся набрать новых солдат, а затем идти на соединение с Карлом I.
13 сентября 1645 года поредевшая армия Монтроза была неожиданно атакована у Филипхоу в долине Туида отрядами Дэвида Лесли, вернувшегося из Англии. Ковенантская кавалерия смяла роялистов и сражение окончилось полным разгромом Монтроза. Победители уничтожили всех захваченных в плен горцев, включая женщин и детей. Сам маркиз едва успел бежать. В течение нескольких недель после битвы при Филипхоу власть в Шотландии вновь перешла к ковенантерам. Лишь в Кинтайре до начала 1646 года продолжались столкновения между отрядами Макколлы и Кэмпбеллов.
Монтроз до середины 1646 года пытался достичь соглашения с Хантли и возобновить военные действия против ковенантеров. Однако взаимное недоверие и неуверенность в собственных силах не позволили им прийти к компромиссу. Тем временем, в мае 1646 года король Карл I сдался на милость шотландской армии, признав поражение роялистов в гражданской войне в Англии.

## Окончание гражданской войны
Ковенантеры, оказавшись обладателями особы короля, сначала несколько растерялись, однако уже к июню 1646 года были выработаны требования, которые должен был принять капитулировавший король. Парламент Шотландии предложил Карлу I утвердить Торжественную лигу и Ковенант и передать контроль над вооружёнными силами обоих королевств их парламентам. Король, однако, отказался. Опасаясь, что нахождение Карла I в Шотландии вызовет новое восстание роялистов, ковенантеры ускорили переговоры с представителями английского парламента об условиях выдачи короля. 23 декабря 1646 года между Англией и Шотландией было заключено соглашение об выплате 400 тысяч фунтов шотландской армии за её участие в гражданской войне в Англии. 30 января 1647 года шотландские войска покинули Ньюкасл, передав короля Карла I в руки представителей английского парламента.
Тем временем по приказу короля Монтроз и Хантли распустили свои отряды. Монтроз в начале 1647 года покинул Шотландию, эмигрировав в Норвегию. Макколла и остатки его армии вернулись в Ирландию. Ковенантские войска заняли Абердиншир, Хантли бежал в горы, но был пленён и спустя два года казнён. В стране начались репрессии против роялистов. Особенно сильно пострадали горцы, участвовавшие в кампаниях Монтроза и Макколлы: ковенантеры и члены клана Кэмпбелл убивали их без суда и следствия, мстя за их подобные действия в Аргайле и Кинтайре в 1645 году.

## Причины поражения роялистов
Монтрозу не удалось объединить различные группы шотландского общества, симпатизирующих королю. Он смог привлечь на свою сторону небольшую группу дворян из равнинной Шотландии, однако в целом жители востока и юга страны остались враждебно настроенными по отношению к армии Монтроза, состоящей из «диких горцев и ирландских папистов». Даже в среде роялистов не было единства: Хантли, признанный лидер консерваторов северо-востока страны, долго колебался, прежде чем встать на сторону Монтроза, а затем в самый решительный момент увёл свои войска, чем способствовал его разгрому в битве при Филипхоу. Сам Монтроз, умеренный ковенантер и противник королевского абсолютизма, был не в состоянии объединить под своими знамёнами всех шотландских роялистов и консерваторов. Опираясь лишь на часть шотландских горных кланов и ирландских наёмников роялисты не могли удержать власть в стране и, несмотря на первые победы, были обречены на поражение. Кроме того, очевидно, что стремления и действия Монтроза опередили своё время: ведь уже спустя всего три года после разгрома Монтроза большая часть Шотландии встанет на защиту короля против посягательств английского парламента.
О дальнейшем развитии ковенантского движения в Шотландии см. статью Ковенантское движение. 